# Српски фудбалски тренер године
 Српски фудбалски тренер године је годишња спортска награда коју Фудбалски савез Србије. Први пут је додељена 2005. године под окриљем Фудбалског савеза Србије и Црне Горе, а добио ју је Илија Петковић. Истим поводом додељује се и награда „Српски фудбалер године”.

## Списак добитника
| Година | Најбољи тренер             | Тим                              |
| ------ | -------------------------- | -------------------------------- |
| 2005.  | Илија Петковић             | Србија и Црна Гора               |
| 2006.  | Љубиша Тумбаковић          | Шандонг                          |
| 2007.  | Мирослав Ђукић             | Партизан / Србија (2)            |
| 2008.  | Славиша Јокановић          | Партизан (2)                     |
| 2009.  | Радомир Антић              | Србија (3)                       |
| 2010.  | Милован Рајевац            | Ал-Ахли / Гана                   |
| 2011.  | Иван Јовановић             | АПОЕЛ                            |
| 2012.  | Драгомир Окука             | Ђангсу                           |
| 2013.  | Љубинко Друловић           | Србија до 19 година              |
| 2014.  | Радован Ћурчић             | Србија до 21 године / Србија (4) |
| 2015.  | Вељко Пауновић             | Србија до 20 година              |
| 2016.  | Драган Стојковић Пикси     | Гуангџоу                         |
| 2017.  | Владан Милојевић           | Црвена звезда                    |
| 2018.  | Владан Милојевић (2)       | Црвена звезда (2)                |
| 2019.  | Синиша Михајловић          | Болоња                           |
| 2020.  | није проглашен             | није проглашен                   |
| 2021.  | Драган Стојковић Пикси (2) | Србија (4)                       |
| 2022.  | Драган Стојковић Пикси (3) | Србија (5)                       |
| 2023.  | Драган Стојковић Пикси (4) | Србија (6)                       |
| 2024.  | Владан Милојевић (3)       | Црвена звезда (3)                |